# Vicente Fernandes e Brito

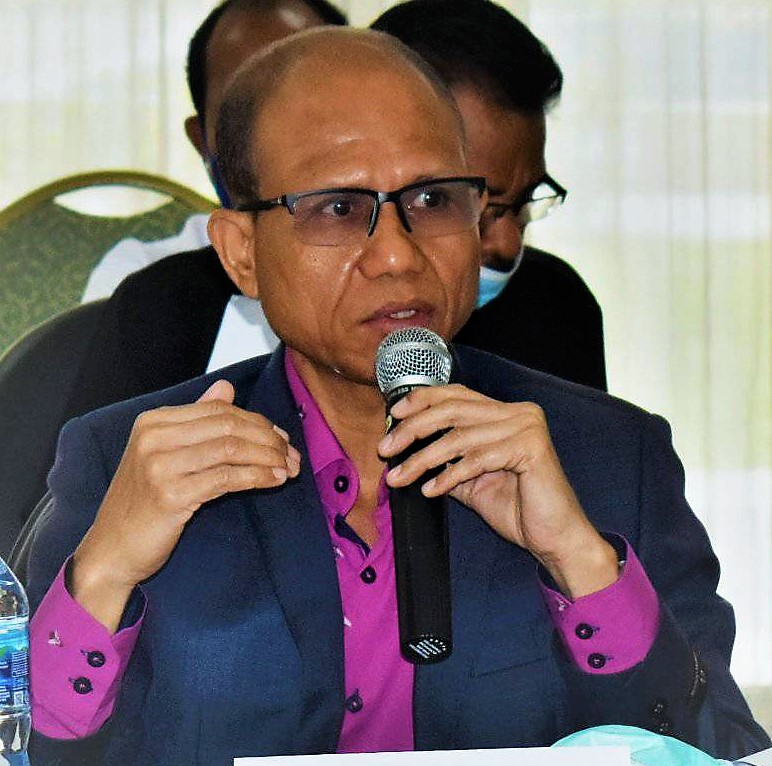
Vicente Fernandes e Brito (2022)

Vicente Fernandes e Brito (* 8. April 1968 in Dili, Portugiesisch-Timor) ist ein osttimoresischer Jurist.

## Werdegang
Fernandes e Brito absolvierte 1995 die juristische Fakultät der Merdeka-Universität im indonesischen Malang.
Am 20. Juli 2000 wurde er, noch unter der Übergangsverwaltung der Vereinten Nationen für Osttimor (UNTAET), zum Staatsanwalt ernannt. 2003 wurde er zum Bezirksstaatsanwalt von Dili ernannt. Von 2004 bis 2007  absolvierte Fernandes e Brito den Kurs für Richter und Verteidiger. Danach war er für zwei Jahre Bezirksstaatsanwalt in Suai. Am 8. Juli 2009 wurde Fernandes e Brito zum stellvertretenden Generalstaatsanwalt ernannt. Das Amt hatte er bis zum 31. Juli 2009 inne.
Fernandes e Brito war auch Mitglied des Pädagogischen Rates des Juristischen Training Centers (Centro de Formação Jurídica CFJ) und von 2007 bis 2013 Kommissar der Nationalen Wahlkommission (Comissão Nacional de Eleições CNE). Seit dem 2. Oktober 2015 ist Fernandes e Brito Nationaldirektor der Polícia Científica de Investigação Criminal (PCIC), die dem Justizministerium unterstellt ist.